# Sulejman Maliqati
Sulejman Maliqati (* 1. August 1928 in Shkodra; † 5. Oktober 2022) war ein albanischer Fußballtorhüter.

## Karriere
Maliqati hatte den Übernamen „Schwarze Katze“, der auf einen Journalisten des Deutschen Sportechos zurückging.

### Verein
Maliqati begann seine Laufbahn bei KS Besa Kavaja. 1950 wechselte er zum Armee-Verein FK Partizani Tirana, der wenige Jahre zuvor gegründet worden war und die besten Talente im Land rekrutieren konnte. Er spielte dort bis 1964. In den 17 Jahren für Partizani Tirana wurde er siebenmal albanischer Meister und gewann vier Mal den Pokal.
Für internationale Spiele wurde er an andere Vereine ausgeliehen, so Mitte der 1950er Jahre, als KS Vllaznia Shkodra gegen Budapesti Dózsa spielte.

### Nationalmannschaft
Maliqati spielte von 1950 bis 1963 für die albanische Nationalmannschaft und absolvierte insgesamt fünf Länderspiele. Sein letztes Länderspiel bestritt er im Juni 1963 in der EM-Qualifikation gegen Dänemark.

## Privates
Sein Sohn Agim Maliqati war ebenfalls Torwart. Agim Maliqati starb am 1. Mai 2012 im Alter von 51 Jahren.